# Yasin (Name)
Yasin (arabisch ياسين, DMG yāsīn, [jaː.ˈsiːn]) ist ein arabischer, männlicher Vorname, der auch als Familienname vorkommt.

## Herkunft und Bedeutung
Der Name Yasin geht auf die Bezeichnung der Sure 36 des Koran zurück, der mit einer Zusammensetzung der Buchstaben ي Yāʾ und س Sīn beginnt. Ob es sich dabei um ein Wort mit einer eigenen, unbekannten Bedeutung oder lediglich die arabischen Buchstaben handelt, ist unsicher. Gelegentlich wird Yasin auch als Name des Propheten Mohammed angesehen, da der Beginn der Sure so wirken kann, als ob Allāh Muhammad direkt anredet.

## Verbreitung
Obwohl einige Gelehrte wie der Sunnit Ibn Qaiyim al-Dschauzīya von der Nutzung Yasins als Vorname abraten, da allgemein nicht empfohlen wird, die Namen von Suren als Name zu verwenden, ist der Name in der Türkei sowie im arabischen und persischen Sprachraum verbreitet. In der Türkei hat der Name sich unter den beliebtesten Jungennamen etabliert.
In Deutschland erlebte der Name zu Beginn der 2000er Jahre einen raschen Aufschwung. Wurde er im 20. Jahrhundert noch selten vergeben, war er im Jahr 2005 schon relativ verbreitet. Der Name befindet sich weiterhin im Aufwärtstrend. Im Jahr 2021 belegte er Rang 165 der beliebtesten Jungennamen in Deutschland.

## Varianten

### Arabische Schreibformen
Im Koran ist Yasin يسٓ ys eigentlich ein Nebeneinander der Buchstaben ي y und س s. In der Umgangsschrift wurden sie zu einem Wort ياسين yāsīn erweitert.

### Lateinische Schreibformen
Neben der Schreibweise Yasin existieren in lateinischer Schrift auch folgende Varianten des Namens:
- Yassin
- Yacine, Yassine, Yasine
- Yaseen, Yasseen

## Bekannte Namensträger

### Historische Zeit
- Ibn Yasin († 1059), islamischer Theologe und Begründer der Almoraviden-Bewegung

### Vorname
- Yasin Görkem Arslan (* 1988), türkischer Fußballspieler
- Ümit Yasin Arslan (* 1993), türkischer Fußballspieler
- Yasin Avcı (Fußballspieler, 1983) (* 1983), türkischer Fußballspieler
- Yasin Avcı (Fußballspieler, 1984) (* 1984), dänisch-türkischer Fußballspieler
- Yasin Çakmak (* 1985), türkischer Fußballspieler
- Yasin Çelik (* 1975), türkischer Fußballspieler und -trainer
- Yasin Ali Egal (* 1991), somalischer Fußballspieler
- Yasin Ehliz (* 1992), deutscher Eishockeyspieler
- Yasin Hayal (* 1981), türkischer Krimineller
- Yasin Houicha, französischer Schauspieler
- Yasin Islek (* 1988), deutsch-türkischer Schauspieler und Model
- Yasin Kocatepe (* 1991), deutscher Fußballspieler
- Yasin Merzoug (* 1979), schwedischer Basketballspieler
- Yasin Özdenak (* 1948), türkischer Fußballspieler und Trainer
- Yasin Öztekin (* 1987), deutsch-türkischer Fußballspieler
- Yasin Öztop (* 1991), türkischer Fußballspieler
- Yasin Pehlivan (* 1989), österreichisch-türkischer Fußballspieler
- Taha Yasin Ramadan (1938–2007), irakischer Politiker
- Yasin Şahan (* 1985), türkischer Fußballspieler
- Yasin Sülün (* 1977), türkischer Fußballspieler
- Yasin Yılmaz (* 1989), deutsch-türkischer Fußballspieler

### Familienname
- Ahmad Yasin (1936–2004), palästinensischer Mitbegründer der Hamas
- Ahmed Yasin Ghani (* 1991), irakisch-schwedischer Fußballspieler
- Ali Yasin (* 1991), somalischer Fußballspieler
- Cengiz B' Yasin (* 1992), deutscher Schauspieler
- Khalid Yasin (* 1946), US-amerikanischer islamischer Prediger

### Künstlername
- Khalid Yasin Abdul Aziz (1940–1978), US-amerikanischer Jazzorganist und Komponist, siehe Larry Young (Jazzmusiker)
- Yasin Bey (* 1973), US-amerikanischer Musiker und Schauspieler, geboren als Dante Terrell Smith, siehe Mos Def